# Giovanni Novaresio
Giovanni Novaresio (Napoli, 31 luglio 1919 – Godiasco Salice Terme, 1997) è stato un pittore italiano.

## Biografia
Nato a Napoli, si trasferisce con la famiglia a Genova, dove dopo gli studi ginnasiali frequenta l'Accademia Ligustica esponendo poi, nel 1937, alla Società promotrice di belle arti di questa città.
Dal fronte francese della seconda guerra mondiale, torna a Genova per la morte della madre e dopo l'8 settembre è nella Resistenza con Giacomo Buranello. Nel 1945 espone alla Euro Romano con Aligi Sassu, Domenico Cantatore, Renato Guttuso, Mario Mafai, Renato Birolli ed Emilio Vedova.
Nel 1944 aveva ospitato Fabbri nel suo studio di via Montaldo e nel 1945 aveva avviato con alcuni amici, fra cui Ivo Chiesa, U. Silva, G. Maria Guglielmino, S. Cherchi e F. Della Corte, l'associazione culturale L'Isola.
Con Giannetto Fieschi, Borella, Emilio Scanavino e Plinio Mesciulam è il promotore dell'attività d'avanguardia genovese del dopoguerra. In questo senso tutta la sua opera è da rileggere, infatti molte sue proposizioni hanno fatto lezione per gli accenti innovativi.
Ha viaggiato molto e ha soggiornato lungamente in Africa, dove ha lavorato eseguendo lavori pubblici di grande prestigio. Ha dipinto, in Italia e all'estero, per molte committenze.
Fra le tante opere, si distinguono l'affresco absidale per la chiesa di Santa Teresa del Bambino Gesù ad Albaro, di grande impegno anche per la superficie del dipinto che è di 150 mq, e la pala d'altare per la chiesa di San Colombano a Ottone.
Mostre nella maturità si sono tenute a Genova, a Spoleto (Festival dei Due Mondi), a Montesegale (Museo d'arte contemporanea, 1988) e Voghera (Comune, 1988). Tra le personali si ricordano inoltre: Galleria Il Punto, (Genova, 1974); Galleria San Gerolamo (Millesimo, 1974), Galleria Palmieri (Milano, 1978), Godiasco e Salice Terme (1983), Galleria San Benigno (Genova, 1993). Nel 1995 ha partecipato a un'ampia collettiva a Voghera nella sede della ex Banca d'Italia. Nel 1997 è stata allestita una mostra postuma a Fortunago, in provincia di Pavia. 
Nel febbraio 2014 l'Accademia Ligustica gli ha dedicato una grande retrospettiva. Nel 2015 una selezione di dipinti astratti è stata esposta alla Border Line Art Gallery a Voghera, nell'ambito della mostra collettiva "Oltrepò Pavese - Crocevia dell'Astrattismo." comprendente opere di Atanasio Soldati e Augusto Garau.
Nella pinacoteca del Comune di Godiasco sono esposte 52 opere facenti parte del lascito testamentario voluto dall'artista. È presente in permanenza presso la Border Line Art Gallery di Voghera.
| Controllo di autorità | VIAF (EN) 46044565 · ISNI (EN) 0000 0000 3594 7465 · LCCN (EN) n97032501 · GND (DE) 1102205710 |